# غاري فريش
غاري فريش (بالإنجليزية: Gary Frisch)‏ هو شخصية أعمال بريطاني، ولد في 22 يناير 1969، وتوفي في 10 فبراير 2007.